# Đỗ Phát
Tiến sĩ Đỗ Đức Phát (1813-1883), quê làng Quần Anh Hạ-Chân Ninh-Thiên Trường (Nam Định), là Doanh điền sứ Nam Định. Ông đỗ Đệ tam giáp tiến sĩ xuất thân khóa Quý Mão (1843) triều Thiệu Trị. Ông tham gia phong trào kháng chiến chống Pháp ngay từ khi thực dân Pháp xâm lược Bắc kỳ lần thứ nhất (1873), cùng với Hoàng giáp Phạm Văn Nghị, Tiến sĩ Doãn Khuê và sĩ phu yêu nước Nguyễn Mậu Kiến. Ông là thầy giáo của các vua nhà Nguyễn là: Thành Thái và Duy Tân. Ông là Doanh điền sứ Nam Định: khai hoang lấn biển lập nên ba xã: Hải Đông, Hải Tây, Hải Quang của huyện Hải Hậu.